# 金东翔
金东翔（1957年5月30日—），女，满族，原姓爱新觉罗，辽宁北镇人，中国射击运动员，国际级运动健将。
她参加了1984年洛杉矶奥运会。